# Mycalesis fervida
Mycalesis fervida är en fjärilsart som beskrevs av Butler 1882. Mycalesis fervida ingår i släktet Mycalesis och familjen praktfjärilar. Inga underarter finns listade i Catalogue of Life.